# Pireus

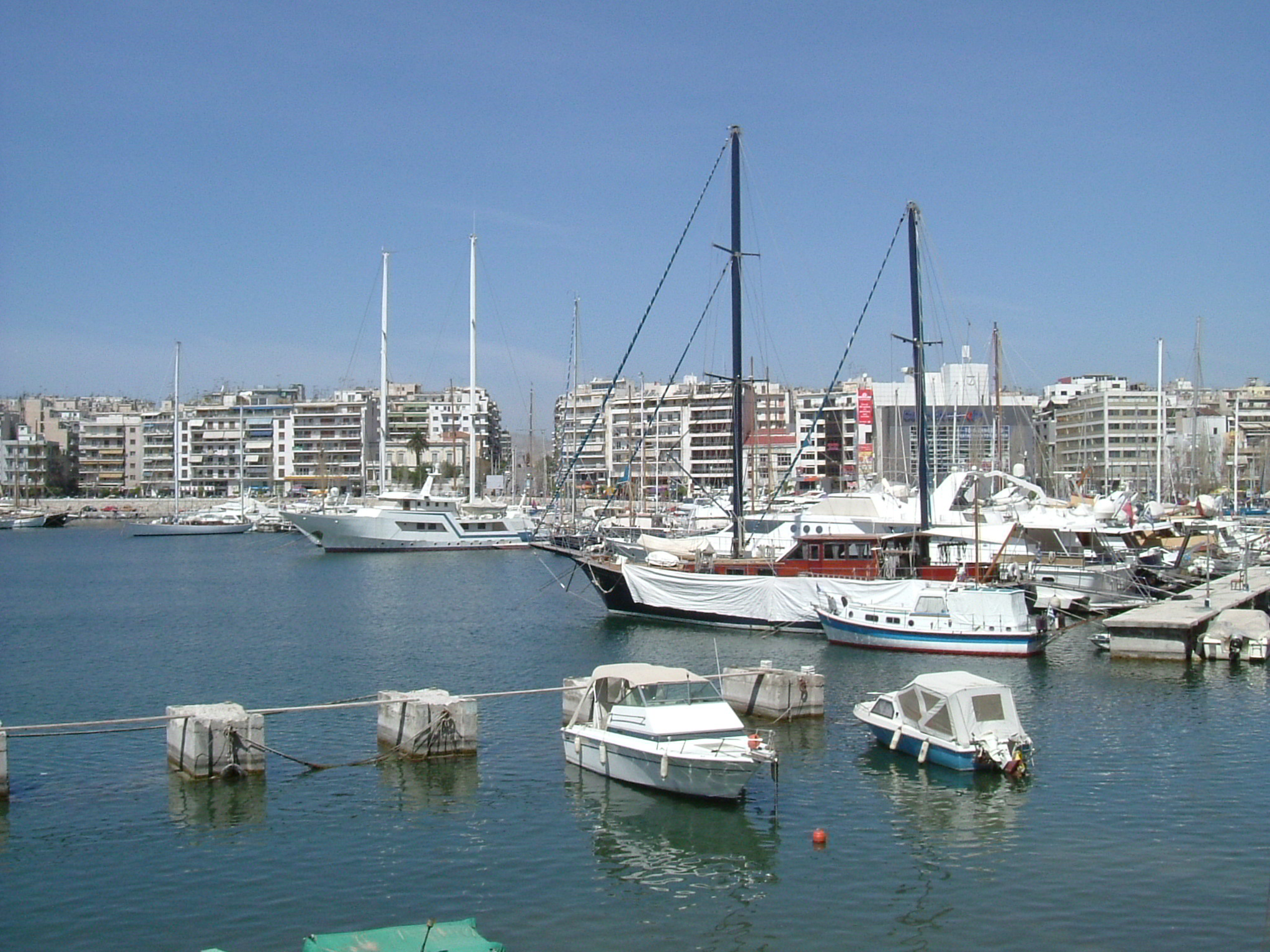
Widok mariny Zea (Pasalimani), w Pireusie

Pireus (gr. Πειραιάς, Pireas; starogrecki / katharewusa Πειραιεύς, Peiraieús, Pireẹfs) – miasto portowe w Grecji, w administracji zdecentralizowanej Attyka, w regionie Attyka, w jednostce regionalnej Pireus, w południowo-zachodniej części aglomeracji ateńskiej. Siedziba i jedyna miejscowość gminy Pireus. W 2011 roku liczyło 163 688 mieszkańców.

## Położenie
Pireus leży na górzystym półwyspie, 8 km na płd.-zach. od Aten, najwyższą wznoszącą się tam górą jest Munichia (86,5 m), na której w okresie macedońskim znajdował się gród. Trzy okrągłe zatoki (Pireus, Zea i Munichia) stanowiły naturalne porty, które stanowiły podstawę morskiej potęgi starożytnych Aten.

## Pireus historyczny
Pireus był najważniejszym portem starożytnych Aten. Usytuowany w doskonale ufortyfikowanej naturalnej zatoce, dzielił się na trzy mniejsze porty: Kantharos, Zea i Munichia.
W czasach wczesnego antyku Pireus był kamienistą wyspą (Munichia – współcześnie Kastella), połączoną z lądem wąską, zalewaną przez morską wodę ścieżką, która w suchym okresie była wykorzystywana do pozyskiwania soli. Nazywała się Halipedon i jej podłoże pozwalało, mimo trudności, na jej przebycie.
Z biegiem czasu ląd się utwardził, ustało zalewanie wodą i we wczesnych czasach klasycznych przejście stało się bezpieczne. Temistokles przewidując odwetowy atak Persów, jeszcze przed bitwą pod Maratonem – w latach (493–492) p.n.e. rozpoczął budowę fortyfikacji Pireusu. Wtedy Pireus zwiększył swoje znaczenie i jako port o głębokiej wodzie, zastąpił dotychczasowy w Faleronie, stając się portem wojennym Aten (493 p.n.e.). Powstałe tam stocznie wybudowały flotę walczącą później pod Salaminą.
Fortyfikacje zostały ukończone w 460 p.n.e. przez Kimona i Peryklesa. Później Pireus był połączony z Atenami Długimi Murami, budowanymi w latach 461–457 p.n.e., dającymi bezpieczne połączenie między oboma miastami, wzdłuż obecnej ulicy Pireos (Οδός Πειραιώς) i przebiegającej tędy naziemnie linii metra.
Przyległe do portu miasto na planie prostopadłych ulic otaczających port, hale kolumnowe i doki, zostało zaplanowane przez Hippodamosa z Miletu. Agora w Pireusie została później nazwana jego imieniem.
Podczas wojen peloponeskich Pireus był głównym portem Aten i podzielił ich los. Spartanie spalili Pireus i zburzyli mury. Dopiero po restaurowaniu demokracji Konon odbudował mury w 392 p.n.e.
Kolejne zniszczenia miały miejsce po zdobyciu Pireusu przez Sullę, gdy został opanowany przez Rzymian. Dzieła dokończyli Goci pod wodzą Alaryka w 395.
W okresie bizantyjskim port był wykorzystywany okresowo ze względu na dużą odległość od stolicy – Konstantynopola. Po panowaniem tureckim Pireus był opuszczony – była tam tylko komora celna i klasztor świętego Spirydona.
Część murów fortyfikacji Temistoklesa, otaczających linię brzegową, przetrwała w stanie częściowej ruiny, ale w bardzo dobrym stanie przyziemia, do dni dzisiejszych i są częścią promenady. Odkopano pozostałości neos oikoi, w których były podczas zimy przechowywane triremy. Wykopaliska te są źródłem informacji o antycznej żegludze i budowie statków.

## Pireus współczesny

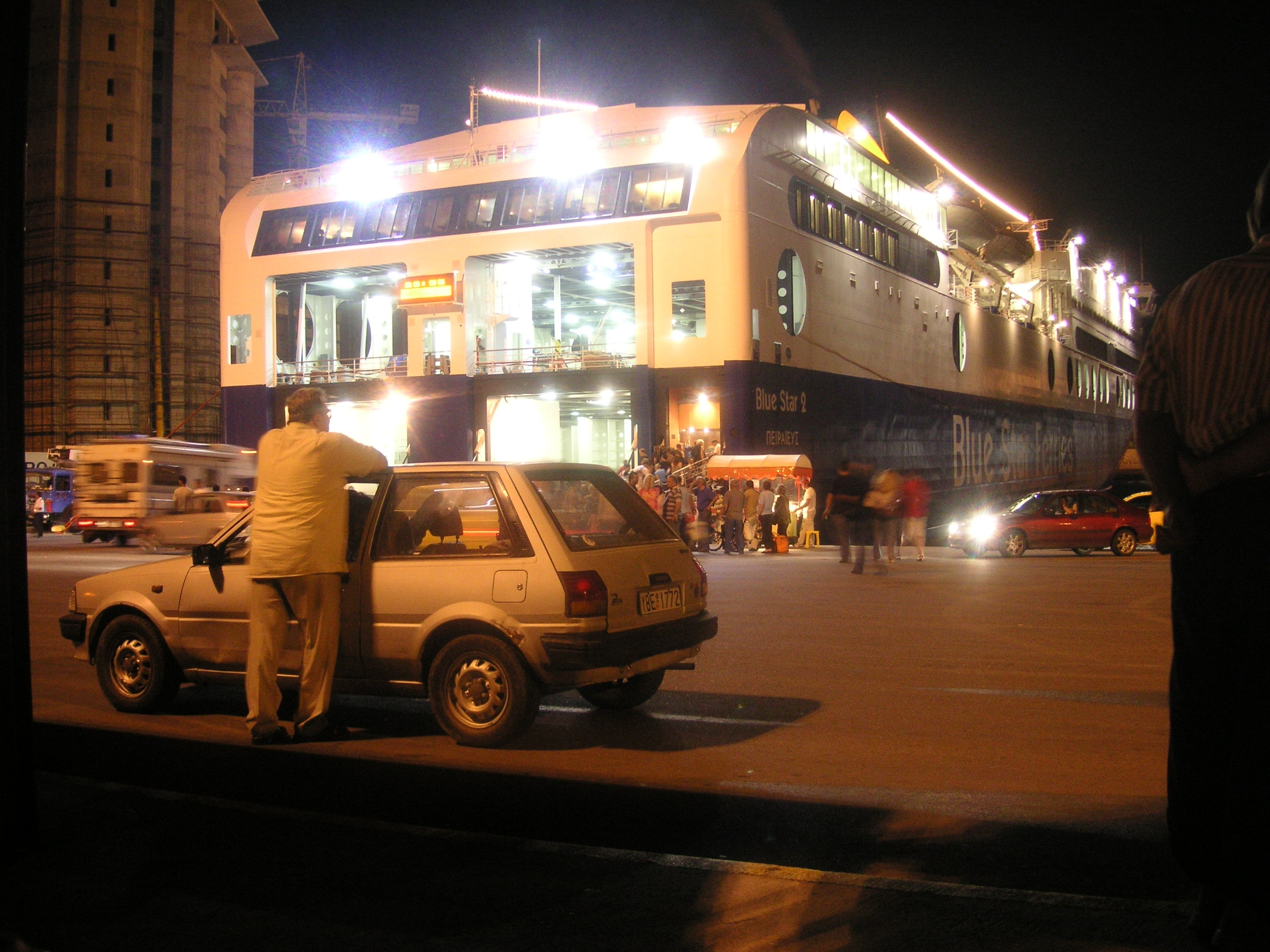
Nocny prom opuszcza port w Pireusie udając się na Dodekanez

Wraz z powstaniem niepodległej Grecji i proklamowaniem Aten stolicą rozpoczął się gwałtowny rozwój miasta, powstało wiele okazałych budynków. Jednym z nich jest gmach teatru miejskiego, będący przykładem budownictwa klasycystycznego.
Pireus jest jednym z najważniejszych centrów przemysłowych współczesnej Grecji, największym jej portem, trzecim co do wielkości portem Morza Śródziemnego, a od roku 2019 także pierwszym pod względem przeładunków kontenerowych. Z Atenami łączy go linia metra i Pireus stanowi z nimi wspólny kompleks miejski. Liczba mieszkańców demos (gminy) Pireus (Δήμος Πειραιóς) wynosi 163 688 (2011).
Baseny portowe – Kantaros, położone w centrum miasta, stanowi największy z attyckich portów promowych, przyjmując największe jednostki i łącząc kontynent z Kretą, Cykladami, Dodekanezem i wieloma z południowych i północnych wysp Egejskich. We wschodniej części basenu portowego działa duży dworzec morski, obsługi połączeń międzynarodowych, głównie wycieczkowców. Zachodnia część portu, tj. zespół basenów zajmujący znaczną część przedmieść Drapetsona i Kieratsini, jest wykorzystywana do obsługi ładunków cargo. Z Drapetsony, lokalnymi promami, kursującymi non-stop, Pireus połączony jest z kolejnym, węzłowym portem promowym na sąsiedniej wyspie Salaminie. Ponadto istnieją mniejsze porty lokalne, nowy i aktualnie wciąż rozbudowywany, wielki port kontenerowy (aktualnie w gestii inwestora chińskiego) i porty wojenne oraz duże mariny sportowo-turystyczne (Zea i Munichia). Największa z nich zlokalizowana jest obok słynnej hali sportowej w kształcie „spodka” SEF (Stadio Irinis kie Filias – Stadion Pokoju i Przyjaźni), położonej w Nowym Faleronie.

### Przynależność administracyjna
Pireus to nazwa jednej z jednostek municypalnych, leżącą na płd.-zach. od Aten, wchodzących w skład metropolii ateńskiej. Cztery pozostałe jednostek municypalne, które kiedyś były dzielnicami Pireusu, mają teraz własne samorządy i w Grecji, formalnie stanowią oddzielne miasta (podobnie jak każda z dzielnic Aten). Są to: Kieratsini-Drapetsona, Koridalos, Nikiea-Ajos Joanis Rendis i Perama. Liczba ludności tych siedmiu jednostek wynosi 448 997 (2011) i jest częścią ludności Wielkich Aten. Pireus był też stolicą Nomosu Pireusu, rozłożonej w południowej Attyce, na Wyspach Sarońskich, północnym Półwyspie Argolidzkim oraz wyspie Kithirze. Administracyjnie gmina Pireus należy do regionu Attyka.

### Uczelnie
- Uniwersytet w Pireusie
- TEI – wyższa uczelnia techniczna typu greckiego, zbliżonego do polskich WSI

### Muzea
- Muzeum Archeologiczne[3]
- (centralne) Muzeum Morskie
- Miejska Galeria Sztuki[4]

### Kluby sportowe
- Olympiakos SFP – piłka nożna – Stadion Karaiskaki
- Olympiakos Pireus – koszykówka – Stadion Pokoju i Przyjaźni[5]
- Ethnikos Pireus

### Interesujące miejsca
- Główny port
- Pasalimani (Zea)
- Mikrolimano
- Trasa Piratów - ulubione miejsce wypraw gastronomicznych Ateńczyków. Wyznacza ją dobrze zachowany, niemal 7-kilometrowy, nadmorski fragment dolnej części antycznych murów obronnych. Na nim wybudowano jednokierunkową ulicę i towarzyszący jej chodnik widokowy, z częstymi zejściami nad wodę.  Szlak zaczyna się przy Akademii Marynarki Wojennej, a przyjmuje się, że kończy go naturalny port Zea[6].  Sama ulica, biegnąc coraz wyżej, widowiskowo obiega jeszcze cały półwysep, aż do Faleronu.

## Miasta partnerskie
- Wilno, Litwa
- Marsylia, Francja
- Worcester, Stany Zjednoczone
- Ostrawa, Czechy
- Baltimore, Stany Zjednoczone
- Gałacz, Rumunia
- Warna, Bułgaria
- Szanghaj, Chińska Republika Ludowa